# NGC 7455
NGC 7455 is een spiraalvormig sterrenstelsel in het sterrenbeeld Vissen. Het hemelobject werd op 14 oktober 1884 ontdekt door de Amerikaanse astronoom Lewis A. Swift.

## Synoniemen
- MK 523
- ZWG 405.21
- KUG 2258+070
- IRAS 22581+0702
- PGC 70246